# Santuario de Santa Catalina (Siena)

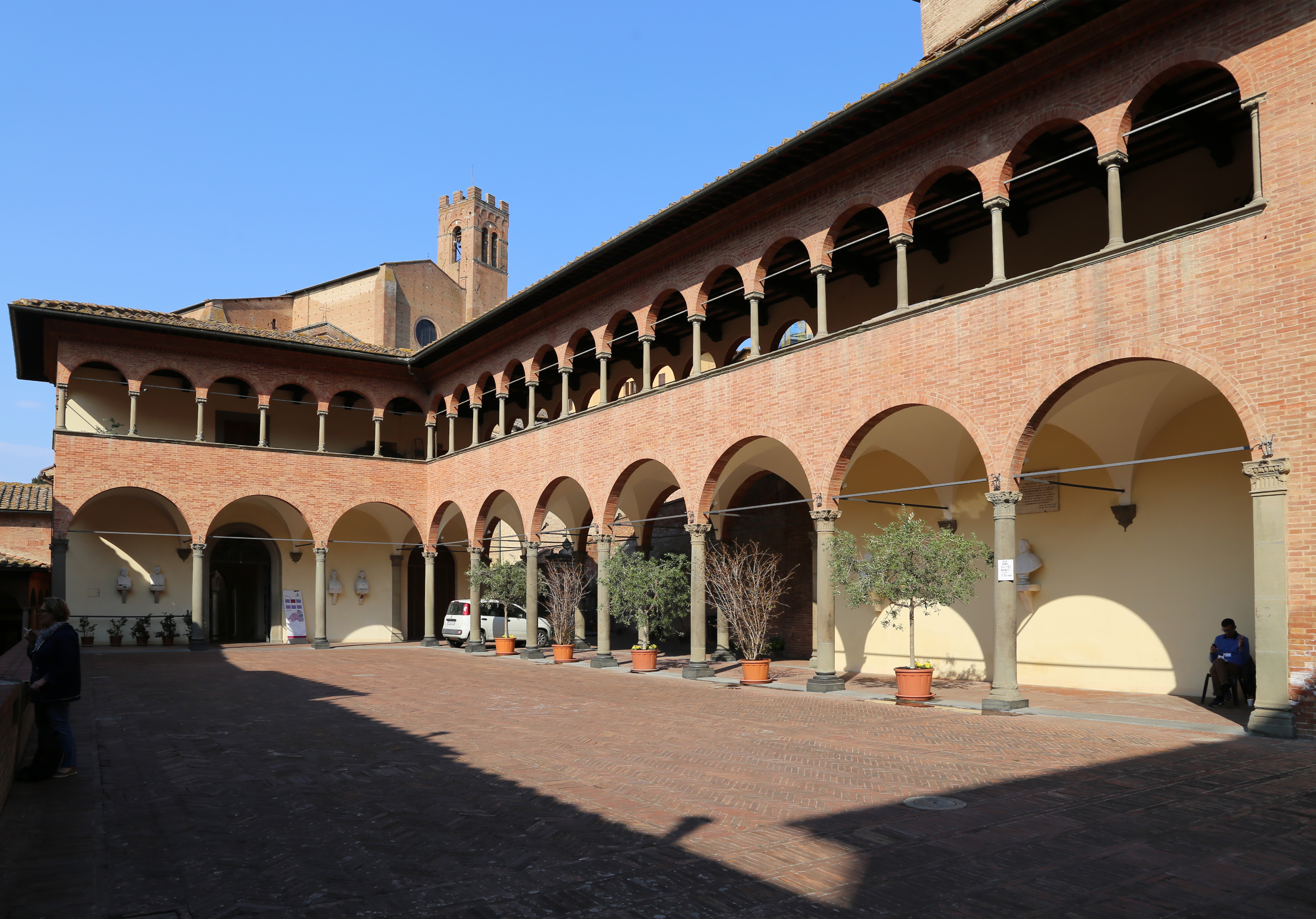
Santuario de Santa Catalina de Siena.

El Santuario de Santa Catalina de Siena (en italiano: Santuario di Santa Caterina) en un complejo de edificios religiosos construidos alrededor de la casa familiar de Santa Catalina de Siena, en donde nació esta santa. El santuario está situado en la ladera de la colina de San Antonio en Siena (Toscana, Italia).
El complejo se construyó entre 1683 y 1700. Destaca la llamada Iglesia del Crucifijo, cuya planta es de cruz latina, y cuyo nombre deriva de un crucifijo milagroso de finales del siglo XII del que, según la tradición Santa Catalina habría recibido los estigmas. Este crucifijo se encuentra en el altar mayor, se trata de un templo de estilo barroco.
En el complejo también destaca el Oratorio de la Casa de la Santa, con sus reliquias y su celda.